# Kärntner Tageszeitung
Die Kärntner Tageszeitung (KTZ) war eine österreichische Tageszeitung, die zwischen 1946 und 2014 in Klagenfurt erschien.

## Geschichte
Die KTZ wurde im Herbst 1945 von der SPÖ-Kärnten unter dem Namen Neue Zeit als Lizenzzeitung gegründet. Bis Jänner 1946 erschien sie als Wochenzeitung. 1965 wurde sie in Kärntner Tageszeitung umbenannt.
Bis Dezember 2009 war sie zu 100 % im Besitz der SPÖ. Die Bewirtschaftung der Anzeigenflächen wie auch der Abonnenten oblag der Mediaprint. Mit Jänner 2010 trat die SPÖ 55 % ihrer Anteile ab, Chefredakteur Ralf Mosser und Geschäftsführer Bernhard Wernig hielten seitdem jeweils 22,5 %, die BB & Partner Vermögens- und Liegenschafts GmbH mit Eigentümer Hansjörg Berger stieg mit weiteren 10 % ein. Abo- und Anzeigenvertrieb bewirtschaftet die KTZ seitdem wieder selbst.
Mit Oktober 2010 übernahm die BB & Partner Vermögens- und Liegenschafts GmbH die 90 % Geschäftsanteile von Wernig, Mosser und der SPÖ Kärnten. Seit diesem Zeitpunkt war die KTZ wieder unabhängig und parteifrei. Die KTZ unterhielt sechs regionale Außenredaktionen für die Gebiete Unterkärnten, Oberkärnten, Klagenfurt-Stadt und -Land, Villach Stadt und Land, Mittelkärnten und dem Gail-, Gitsch- und Lesachtal. Sie war die letzte Kärntner Tageszeitung, die sich nicht im Besitz von Medienkonzernen befand. Durch den neuen Eigentümer wurde das Kärntner Medienhaus gegründet, das sowohl die KTZ, die Blitzlichtrevue, als auch die Kärnten-Journale (früher KTZ Bezirksjournale) herausgab. Die Kärnten-Journale wurden auf Hochglanzpapier kostenlos an alle Kärntner Haushalte verteilt. Seit 16. April 2010 erschienen lokale Kärnten-Journale für die Bezirke Villach-Stadt und -Land sowie für Wolfsberg. Mit September und Oktober 2010 wurden die Kärnten-Journale auch in den Bezirken Klagenfurt-Stadt und -Land und kurz darauf im Gail-, Gitsch- und Lesachtal, Mittelkärnten sowie Spittal an der Drau umgesetzt. Insgesamt wurden die Kärnten-Journale mit einer Gesamtauflage von 220.000 gedruckten Exemplaren publiziert. Die KTZ war Genossenschafterin der Austria Presse Agentur.
Am 24. Jänner 2013 wurde bekannt, dass der Unternehmer Dietmar Wassermann 75 % an der Kärntner Tageszeitung übernommen hatte. Die verbleibenden 25 % hielt der bisherige Alleineigentümer Hansjörg Berger.
Am 28. Februar 2014 erschien wegen Insolvenz die letzte Ausgabe der Zeitung. Die Insolvenz war Gegenstand von Ermittlungen der Staatsanwaltschaft Klagenfurt wegen des Verdachts der Untreue, der betrügerischen Krida und des Betrugs. 
Der ehemalige Alleineigentümer Hansjörg Berger wurde im Jahr 2015 am Landesgericht Klagenfurt rechtskräftig zu 17 Monaten bedingter Haft verurteilt. Er hatte einem Mitarbeiter des damaligen Kärntner FPK-Politikers Uwe Scheuch geholfen, Landesgelder mit überhöhten Rechnungen seiner damaligen Firmen der Partei bzw. Scheuch zuzuführen.

## Konzeption und Auflage
Seit September 2011 fanden sich in der KTZ spezielle Themenseiten, die jeweils einmal in der Woche erschienen und sich mit folgenden Richtungen näher beschäftigen: Montags: Kärntner Sport, Dienstags: Kärntens Regionen, Mittwochs: Genießen und Leben, Donnerstags Wohnen und Leben, Freitags: Motor und Leben, Samstags: Wirtschaft und Erfolg, Sonntags: Reisen und Leben.
Nach eigenen Angaben lag die durchschnittlich verbreitete Auflage bei 32.000 Exemplaren. Von Montag bis Samstag erschienen 28.000 bis 30.000 Exemplare, am Sonntag erhöhte sich die Auflage auf 38.000 bis 40.000 Exemplare (Stand November 2011). Laut Österreichischer Media-Analyse verfügte die KTZ in Kärnten über eine Reichweite von 12,3 Prozent im Jahr 2009. Bei dieser Mediaanalyse konnte die KTZ nach Jahren des Leserrückganges eine Steigerung von 10.000 Lesern erzielen. Druck und Vertrieb besorgte die Mediaprint.

## Mitarbeiter
Journalisten, die für die KTZ schrieben, waren unter anderem:
- Hermann Allmayer
- Liselotte Buchenauer
- Eugen Freund
- Manfred Posch
- Harald Raffer
- Bertram Karl Steiner
- Hellwig Valentin